# Gabriela Navrátilová
Gabriela Navrátilová (ur. 2 czerwca 1976) – czeska tenisistka.

## Kariera tenisowa
Zawodową tenisistką była w latach 1992–2008.
W 2004 roku osiągnęła półfinały deblowych turniejów w Acapulco i Estoril z rodaczką Olgą Blahotovą, a także w Linzu z Michaelą Paštikovą. Z ośmiu deblowych finałów ITF w tym sezonie wygrała sześć. Rok później z Paštikovą doszła do finałów w Canberze i Modenie, a także do półfinału Australian Open. Z Caroline Dhenin była w półfinale w Antwerpii i Strasburgu. W singlu próbowała swoich sił w kwalifikacjach do warszawskiego J&S Cup, ale ich nie przeszła. Również w 2006 roku osiągała półfinały zawodowych imprez deblowych, między innymi w Pradze i Acapulco.
W 2007 roku została finalistką deblowego turnieju drugiej kategorii, Open GDF Suez w Paryżu, razem z Vladimirą Uhlířovą. W kwietniu tego roku została finalistką debla w Budapeszciem startując wspólnie z Martiną Müller.
W rankingu gry pojedynczej Navrátilová najwyżej była na 258. miejscu (23 czerwca 2003), a w klasyfikacji gry podwójnej na 32. pozycji (25 lipca 2005).